# Cartoixa de Granada
El monestir de Nostra Senyora de l'Assumpció, més conegut com la cartoixa de Granada, és un monestir a Granada a Espanya que va allotjar a una comunitat de monjos cartoixans des de la construcció a la primeria del segle xvi fins a 1835. Encara que mescla diversos estils, representa una de les cimeres de l'arquitectura barroca espanyola.
Va sorgir per la decisió que va prendre la comunitat del monestir de Santa Maria d'El Paular i es va començar a construir el 1506 una vegada que se'n va fixar l'emplaçament, després de la cessió d'uns terrenys pel Gran Capità, Gonzalo Fernández de Córdoba. L'emplaçament actual no correspon als terrenys cedits pel Gran Capità, per la qual cosa aquest es va desentendre del projecte. El 1516 es van reiniciar les obres que durarien tres segles sense arribar a acabar el projecte inicial, i del qual solament es conserva part, perquè el 1842 va ser destruït el claustre i les cel·les dels monjos, i va afectar la casa prioral, que va ser destruïda completament el 1943. Va estar habitada fins a 1835, moment en què els monjos van ser-ne expulsats.
D'exuberant decoració, els seus espais més cèlebres són l'església, la sagristia, d'autor desconegut, i el sagrari, que és obra del mestre Francisco Hurtado Izquierdo i conté una impressionant cúpula pintada per Antonio Palomino. L'edifici té a l'interior una important col·lecció de pintures, entre les quals destaquen les del cartoixà Juan Sánchez Cotán.
L'edifici consta de les parts següents: 
- Portada, del segle xvi, d'estil plateresc.
- Claustre, del segle xvii, amb arcuació dòrica.
- Refetor, de creueria gòtica i els arcs de mig punt. Es troba decorat amb obres de Juan Sánchez Cotán.
- Sala de Sant Pere i Sant Pau o de profundis, té un retaule pintat també per Sánchez Cotán.
- Capella de Laics, construïda entre 1517 i 1519 per fra Alonso de Ledesma amb estil d'últim gòtic, adornada per quadres de Vicente Carducho.
- Sala capitular, amb volta de creueria i quadres de Carducho.
- Capelles, en són tres situades al claustre.
- Església: la construcció comença a mitjan segle xvi i s'acaba el 1602. Està dividida en tres parts, cada una amb un accés diferent.
- Sant Sactorum o Sagrari.
- Sagristia: va començar a construir-se el 1727 i es va acabar el 1764. Ricament ornamentada, és digne exponent de la fase final del barroc espanyol. A la cúpula, pintada per Tomás Ferrer el 1735, destaquen sant Bru, sant Joan i d'altres fundadors de l'orde de la Cartoixa.

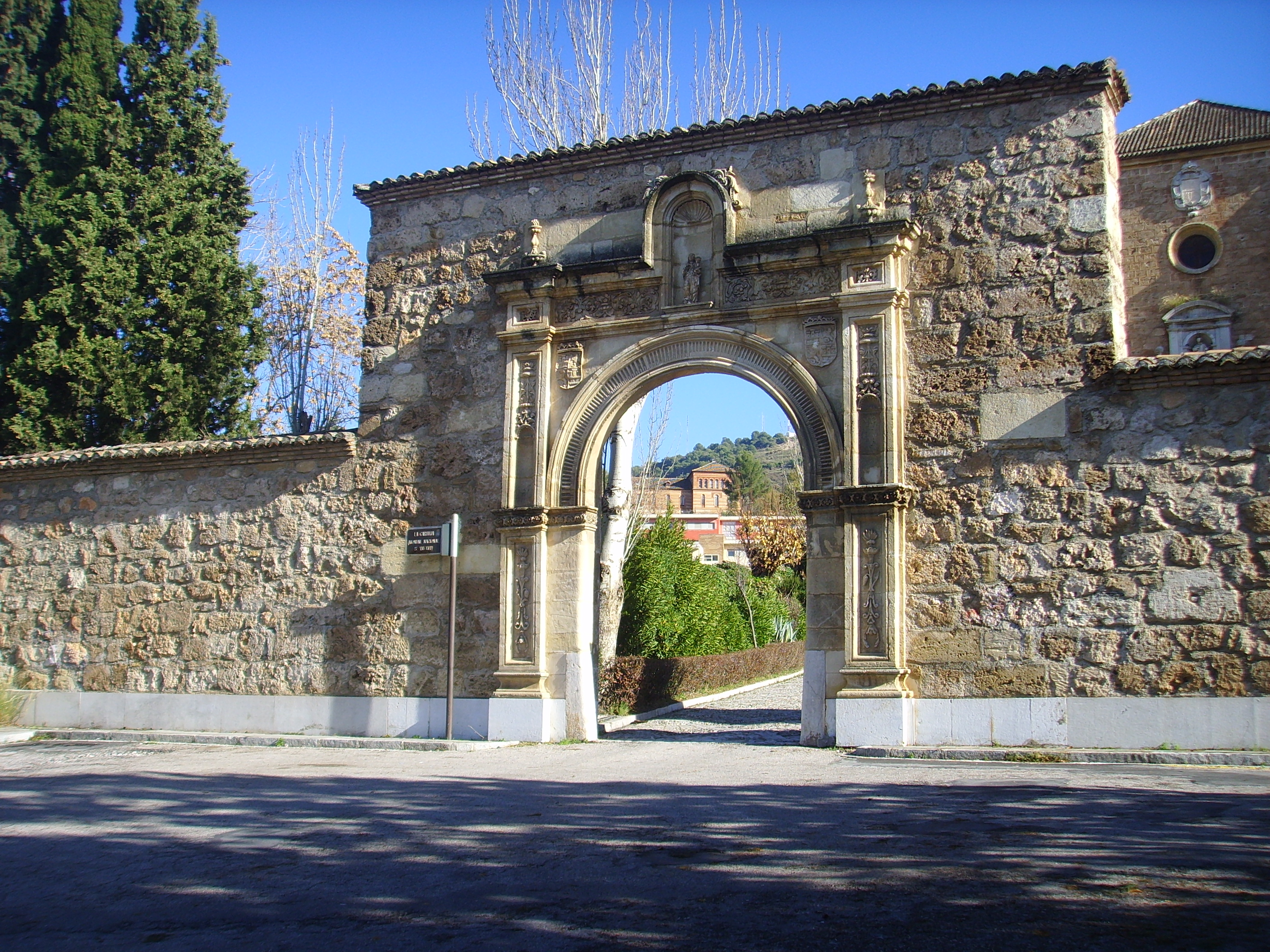
Porta d'entrada
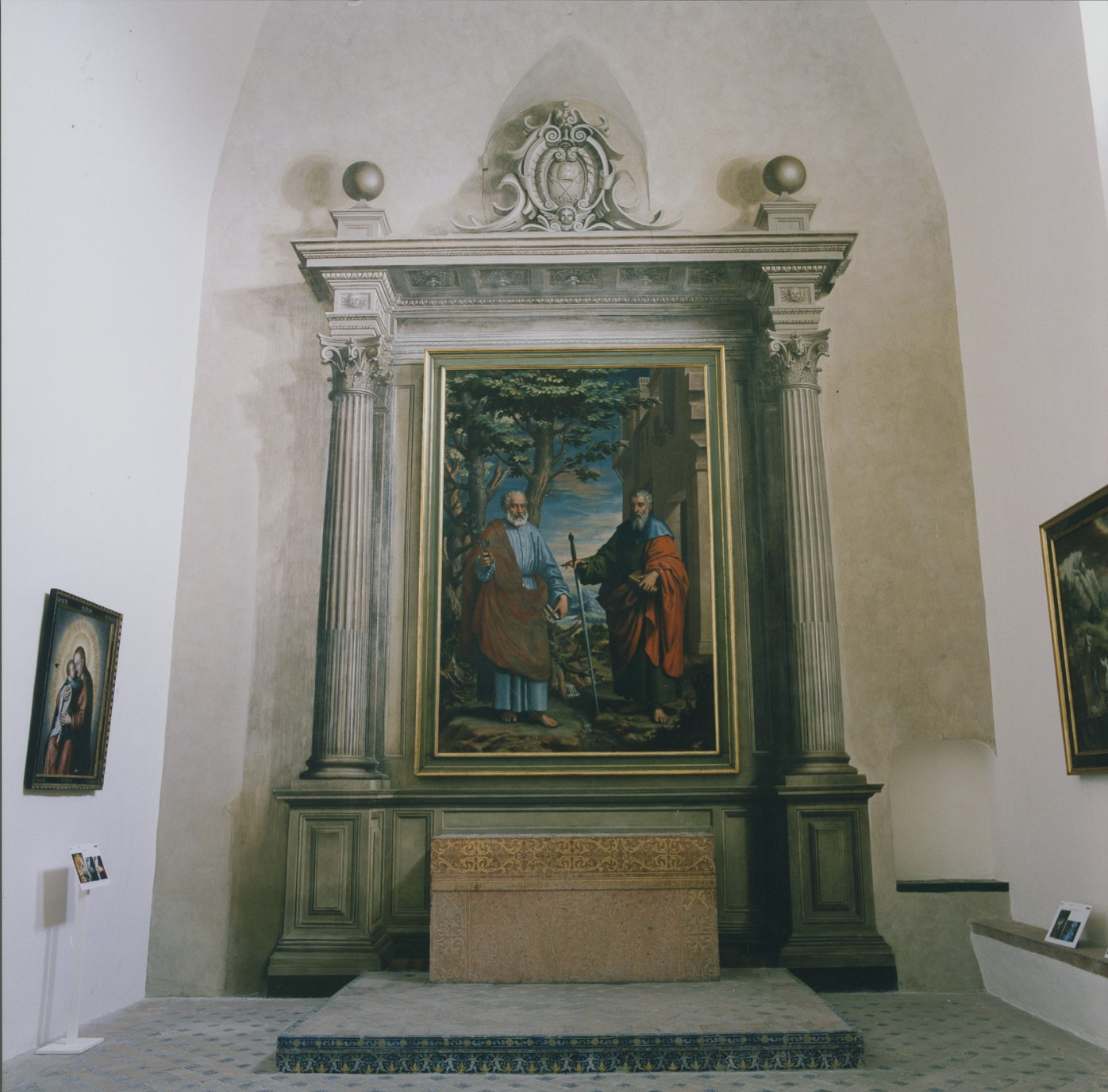
Sant Pere i Sant Pau de Juan Sánchez Cotán
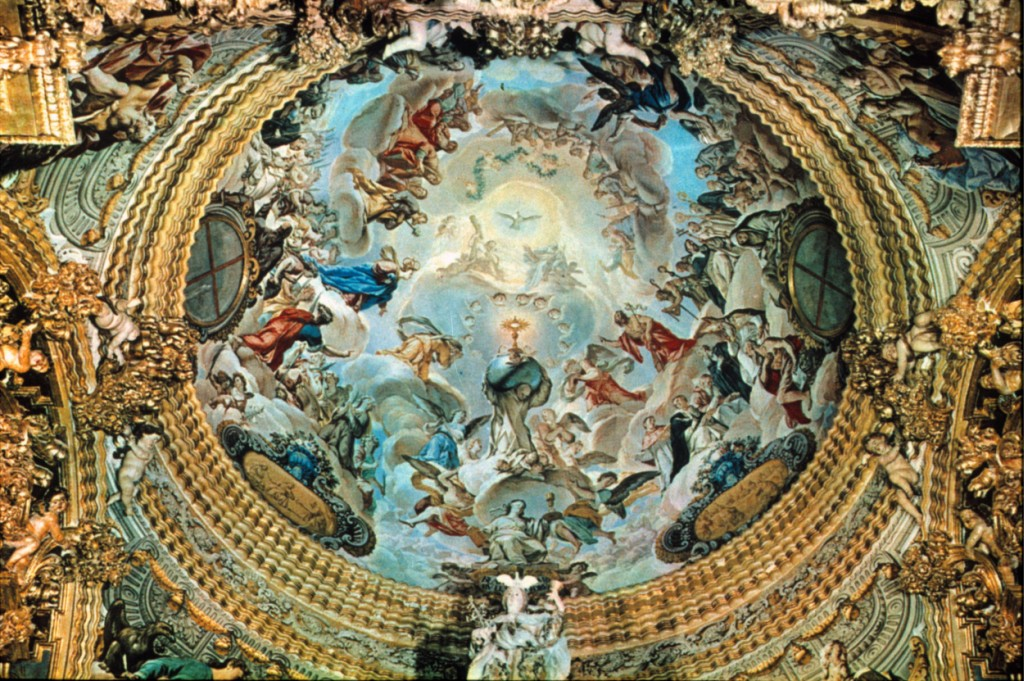
Cupula pintada per Antonio Palomino
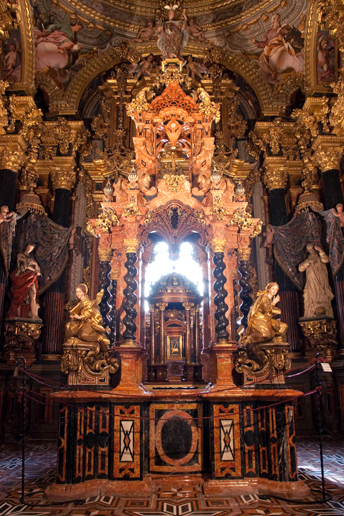
Sagrari